# Exetastes laevigator
Exetastes laevigator là một loài tò vò trong họ Ichneumonidae.